# Charles Jue
Pour les articles homonymes, voir Jue.
Charles Jue, né le 8 juin 1872 à Falaise et mort le 3 mars 1951 à Clichy, est un coureur cycliste français, champion de France de vitesse en 1901.

## Palmarès
- 1900
  - 3e du 3 000 mètres avec handicap des Jeux olympiques de Paris 1900[2]
- 1901
  -  Champion de France de vitesse
  - 2e du Championnat de France de demi-fond